# Combate aeronaval de Coquimbo
El Combate Aeronaval de Coquimbo fue un enfrentamiento del episodio conocido como Sublevación de la Escuadra de Chile. Combatieron por un lado, la marinería sublevada de la Armada de Chile, y por el otro, la Fuerza Aérea Nacional (hoy Fuerza Aérea de Chile). El combate se desarrolló la tarde del 6 de septiembre de 1931 en la rada de la ciudad portuaria de Coquimbo, y fue el más importante de junto a los acontecimientos de Talcahuano denominados Batalla de puerta de los leones. Su resultado fue inconcluso.
Se trató del bautismo de fuego de la naciente Fuerza Aérea chilena, y del primer combate de América del Sur donde fue usada la aviación contra buques de guerra.

## Antecedentes y situación de los combatientes
La Sublevación de la Escuadra ya se hallaba en su fase final luego de haber roto las negociaciones por los petitorios el 4 de septiembre, y el gobierno del presidente Manuel Trucco había ordenado responder militarmente a la marinería sublevada por lo que se desarrollaron acciones en Valparaíso y la cruenta Batalla de Puerta de los Leones, en Talcahuano. Estos resultados habían desmoralizado al Estado Mayor de las tripulaciones, que seguía los acontecimientos en tiempo real, por lo que se esperaba un ataque a los buques apostados en Coquimbo.
Una parte de los sublevados de Coquimbo incluso amenazó con bombardear la ciudad, lo cual fue desestimado luego por la mayoría. Conservaban sin embargo, a varios oficiales prisioneros; ante ese escenario, el Gobierno ordenó concentrar a los aviones de Nacional en el aeródromo El Tuquí (Ovalle) para efectuar un ataque sobre los buques y obligarles a la rendición. El comandante de la escuadrilla de bombardeo fue el capitán Óscar Herreros, y combinaba pilotos experimentados como el capitán Diego Aracena con otros apenas salidos de la Escuela de Aviación con escasa experiencia, a los que guiarían.
Los buques de la Escuadra sublevada fueron los destructores Hyatt, Riquelme, Lynch, Serrano, Orella y Aldea; los cruceros O'Higgins y Blanco Encalada, el acorazado Latorre, el buque madre de submarinos Araucano, y los submarinos Simpson, O’Brian y Quidora (H4). En total, 10 buques y 3 submarinos.
Por su parte, los aviones de la Fuerza Aérea Nacional involucrados fueron 21 aeronaves de guerra de tipo Curtiss Falcon, Junkers, Vickers Vixen y Vickers Wibault.

## El combate
Durante el mediodía del 6 de septiembre, se llevaron a cabo vuelos de reconocimiento por parte de, aviones que luego volvieron a El Tuquí. Ya cerca de las 17:00, la “escuadrilla de bombardeo” al mando del capitán Herreros partió del aeródromo y voló a baja altura en dirección a Coquimbo, con la intención de ejecutar el bombardeo y acercarse desde una dirección favorable al sol, para que éste entorpeciera la vista de los buques.
A las 17:25 los aviones llegan a la rada de Coquimbo, comenzando el combate. Los buques respondieron con artillería antiaérea controlada manualmente, pero la falta de oficiales que ayudaran en la dirección del tiro impidió que la respuesta fuese efectiva. A la vez, el precario estado de los aviones, de las bombas y la inexperiencia de los pilotos contribuyó a que el bombardeo fuese ineficaz. Los aviones atacaron con bombas de diverso peso y con fuego de ametralladoras, mientras los buques respondieron con granadas, artillería, ametralladoras y fuego de fusilería por los marinos de cubierta
Los buques que más respondieron al fuego fueron el destructor Hyatt, el crucero Blanco Encalada, y el acorazado Latorre, mientras los submarinos se sumergían y emergían alternativamente para evadir el bombardeo, respondiendo con armas cortas. La escuadrilla de bombardeo liberó varios cientos de kilos en bombas (principalmente del tipo Bofords y otras de fragmentación) sobre los buques, los que respondieron de forma nutrida causando daños a varios aviones. El Curtiss Falcon 4 de los aviadores Julio Tapia y Renato Ortega fue alcanzado por un proyectil que perforó el radiador, provocando que capotara en la playa. Sus dos ocupantes salvaron providencialmente con vida. Una bomba de fragmentación alcanzó al submarino H4 Quidora, causándole un muerto y un herido.
En los 25 minutos de combate se dispararon:
- 16 proyectiles de 6" y 102mm.
- 107 proyectiles schrapnells de 45 y 75mm.
- 4.329 tiros de ametralladora de 13.2mm.
- 20.000 a 50.000 tiros de fusil.
Por su parte la Fuerza Aérea lanzó:
- 2 bombas de 300kg.
- 2 bombas de 100kg.
- 3 bombas de 50kg.
- 95 bombas de 10kg.
- 277 tiros de ametralladora de 7.62mm.

## Epílogo y consecuencias
Pasadas las 18:00 horas, la formación de aviones se retiró de vuelta hacia Ovalle. Allí constataron la pérdida del Curtiss Falcon sin bajas, y el daño a otros 4 aviones de poca consideración. El capitán de corbeta Eduardo Grove informó al Gobierno sobre las bajas de muerto y un herido del submarino Quidora.
Para la Fuerza Aérea Nacional fue su primera acción de guerra, y el primer combate aeronaval que veía Sudamérica. Para los sublevados, significó el último enfrentamiento y golpe moral que determinó el fin del movimiento cuando los buques comenzaron a entregarse y los oficiales detenidos a ser liberados. El Gobierno amenazó con un nuevo ataque aéreo, que finalmente no ocurrió. Al otro día, el O’Higgins y otros barcos ya se dirigían a Valparaíso a poner fin a la sublevación, que también fue minada en su unidad de acuerdo por las infiltraciones de elementos comunistas. El último y casual enfrentamiento se daría cuando el escampavía Colo Colo intentase embestir en Talcahuano al submarino Rucumilla, tomado y tripulado por personal del Gobierno.